# Superliga de Grecia 2025-26
La Superliga de Grecia 2025-26 (también conocida como Stoiximan Super League por razones de patrocinio) es la 90.ª edición de la máxima competición profesional de fútbol en Grecia. El torneo comenzara en 2025 y finalizara en 2026.
Esta será la séptima temporada de la Superliga griega en la que se utilizará el videoarbitraje (VAR). Además, esta será la primera temporada completa en la que se utilice la tecnología de fuera de juego semiautomática, tras su introducción durante la temporada anterior en la ronda de play-offs del campeonato, ya que los clubes de la Superliga acordaron por unanimidad su uso para los próximos 4 campeonatos, a partir del de este año.
Un total de 14 equipos participan en la competición, incluyendo 12 equipos de la temporada anterior y 2 provenientes de la Segunda Superliga de Grecia 2024-25.
El Olympiakos es el campeón defensor.

## Sistema de competición
La competición consta de un grupo único integrado por catorce clubes de toda la geografía griega. Siguiendo un sistema de liga, los catorce equipos se enfrentan todos contra todos en dos ocasiones, una en campo propio y otra en campo contrario, sumando un total de 26 jornadas. El orden de los encuentros se decide por sorteo antes de empezar la competición y la clasificación final se establece teniendo en cuenta los puntos obtenidos en cada enfrentamiento, a razón de tres por partido ganado, uno por empate y ninguno en caso de derrota.

### Clasificación para competiciones europeas
Los dos mejores equipos se clasificarán para la Liga de Campeones de la UEFA 2026-27. El campeón de la Betsson Greek Cup 2025-26 y el siguiente mejor equipo ubicado no clasificados a la Liga de Campeones de la UEFA 2026-27 clasificarán a la Liga Europa de la UEFA 2026-27. El siguiente mejor equipo ubicado y no clasificado a la Liga de Campeones de la UEFA 2026-27 y a la Liga Europa de la UEFA 2026-27 clasificará a la Liga Conferencia de la UEFA 2026-27 y los últimos dos descenderán a la Segunda Superliga de Grecia 2026-27.
No obstante, esta distribución se puede ver alterada si alguno de los equipos que han obtenido una plaza en alguna competición europea a través de las competiciones nacionales hubiera obtenido una plaza diferente tras la consecución de algún título europeo en la misma temporada, o hubiera obtenido dos plazas distintas en competiciones nacionales (una a través de la Liga y otra a través de la Copa), provocando así las siguientes dos excepciones:
- Excepción de la Copa de Grecia: Si un equipo obtiene una plaza para la Liga Europa de la UEFA por ganar la Betsson Greek Cup, pero finaliza la temporada entre los dos primeros clasificados de la Stoiximan Super League, la plaza obtenida en Copa pasa al tercero clasificado, siendo el equipo clasificado en quinto lugar quien acceda a la plaza de la Liga Conferencia de la UEFA.

## Relevos
Catorce equipos compiten en la liga: los 12 mejores equipos de la Stoiximan Super League 2024-25 y los 2 equipos promovidos de la Segunda Superliga de Grecia 2024-25.
AEL Larissa regresa a la Stoiximan Super League, habiendo asegurado el ascenso de la Segunda Superliga de Grecia, después de una ausencia de cuatro años. AEK Kifisia regresa a la Stoiximan Super League después de un año de ausencia, tras ganar el campeonato de la Segunda Superliga de Grecia. PAS Lamia descendió a la Segunda Superliga de Grecia por primera vez, después de 8 años consecutivos jugando en la Stoiximan Super League. Athens Kallithea descendió a la Segunda Superliga de Grecia después de sólo un año en la Stoiximan Super League.
| Pos. | Descendidos a Segunda Superliga de Grecia |
| ---- | ----------------------------------------- |
| 13.º | Athens Kallithea                          |
| 14.º | PAS Lamia                                 |

| Pos.    | Ascendidos de Segunda Superliga de Grecia |
| ------- | ----------------------------------------- |
| 1.º (N) | AEL Larissa                               |
| 1.º (S) | AEK Kifisia                               |

## Información
| Equipo          | Ciudad          | Entrenador           | Estadio                        | Capacidad | Proveedor          |
| --------------- | --------------- | -------------------- | ------------------------------ | --------- | ------------------ |
| AEK Athens      | Nea Filadelfeia | Marko Nikolić        | OPAP Arena                     | 32 500    | Nike               |
| AEK Kifisia     | Kifissia        | Sebastián Leto       | Athens Olympic Stadium         | 69 618    | Erima              |
| AEL Larissa     | Larisa          | Giorgos Petrakis     | AEL FC Arena                   | 16 118    | Kappa              |
| Aris Salónica   | Salónica        | Marinos Ouzounidis   | Kleanthis Vikelidis Stadium    | 22 800    | Kappa              |
| Asteras Trípoli | Trípoli         | Savvas Pantelidis    | Theodoros Kolokotronis Stadium | 7 442     | Macron             |
| Atromitos       | Peristeri       | [[]]                 | Peristeri Stadium              | 9 050     | Capelli Sport      |
| Levadiakos      | Lebadea         | Nikos Papadopoulos   | Levadia Municipal Stadium      | 5 915     | Macron             |
| O.F.I. Creta    | Heraclión       | Milan Rastavac       | Pankritio Stadium              | 26 240    | Puma               |
| Olympiakos      | El Pireo        | José Luis Mendilibar | Karaiskakis Stadium            | 33 334    | Adidas             |
| Panathinaikos   | Atenas          | Rui Vitória          | Leoforos Alexandras Stadium    | 69 618    | Adidas             |
| Panetolikos     | Agrinio         | Giannis Petrakis     | Panetolikos Stadium            | 7 321     | Erreà              |
| Panserraikos    | Serres          | Cristiano Bacci      | Serres Municipal Stadium       | 9 500     | Macron             |
| PAOK            | Salónica        | Răzvan Lucescu       | Toumba Stadium                 | 28 704    | Macron             |
| Volos           | Volos           | Juan Ferrando Fenoll | Panthessaliko Stadium          | 22 700    | Admiral Sportswear |

### Cambios de entrenadores
| Equipo       | Entrenador (Jornadas)      | Fecha de vacante    | Tipo de salida  | Posición en la tabla | Entrenador entrante  | Fecha de nombramiento |
| ------------ | -------------------------- | ------------------- | --------------- | -------------------- | -------------------- | --------------------- |
| AEL Larissa  | Alekos Vosniadis           | 11 de mayo de 2025  | Fin de contrato | Pretemporada         | Giorgos Petrakis     | 15 de mayo de 2025    |
| AEK Athens   | Matías Almeyda             | 13 de mayo de 2025  | Despedido       | Pretemporada         | Marko Nikolić        | 14 de junio de 2025   |
| Panserraikos | Juan Ferrando Fenoll       | 27 de mayo de 2025  | Despedido       | Pretemporada         | Cristiano Bacci      | 5 de junio de 2025    |
| Volos        | Konstantinos Georgiadis    | 30 de mayo de 2025  | Fin de contrato | Pretemporada         | Juan Ferrando Fenoll | 11 de junio de 2025   |
| Atromitos    | Pablo Gabriel García Pérez | 10 de junio de 2025 | Despedido       | Pretemporada         | [[]]                 |                       |

## Localización
| Región               | N.º | Equipos                    |
| -------------------- | --- | -------------------------- |
| Atenas Central       | 2   | AEK Athens y Panathinaikos |
| Tesalónica           | 2   | Aris Salónica y PAOK       |
| Arcadia              | 1   | Asteras Trípoli            |
| Atenas Occidental    | 1   | Atromitos                  |
| Atenas Septentrional | 1   | AEK Kifisia                |
| Beocia               | 1   | Levadiakos                 |
| El Pireo             | 1   | Olympiakos                 |
| Etolia-Acarnania     | 1   | Panetolikos                |
| Heraclión            | 1   | O.F.I. Creta               |
| Larisa               | 1   | AEL Larissa                |
| Magnesia             | 1   | Volos                      |
| Serres               | 1   | Panserraikos               |

## Clasificación

### Tabla de posiciones
| Pos. | Equipo          | Pts. | PJ | G | E | P | GF | GC | Dif. | Clasificación 2025-26 |
| ---- | --------------- | ---- | -- | - | - | - | -- | -- | ---- | --------------------- |
| 1    | AEK Athens      | 0    | 0  | 0 | 0 | 0 | 0  | 0  | 0    | Grupo Campeonato      |
| 2    | AEL Larissa     | 0    | 0  | 0 | 0 | 0 | 0  | 0  | 0    | Grupo Campeonato      |
| 3    | Aris Salónica   | 0    | 0  | 0 | 0 | 0 | 0  | 0  | 0    | Grupo Campeonato      |
| 4    | Asteras Trípoli | 0    | 0  | 0 | 0 | 0 | 0  | 0  | 0    | Grupo Campeonato      |
| 5    | Atromitos       | 0    | 0  | 0 | 0 | 0 | 0  | 0  | 0    | Grupo Europa          |
| 6    | Kifisia         | 0    | 0  | 0 | 0 | 0 | 0  | 0  | 0    | Grupo Europa          |
| 7    | Levadiakos      | 0    | 0  | 0 | 0 | 0 | 0  | 0  | 0    | Grupo Europa          |
| 8    | O.F.I. Creta    | 0    | 0  | 0 | 0 | 0 | 0  | 0  | 0    | Grupo Europa          |
| 9    | Olympiakos      | 0    | 0  | 0 | 0 | 0 | 0  | 0  | 0    | Grupo Descenso        |
| 10   | Panathinaikos   | 0    | 0  | 0 | 0 | 0 | 0  | 0  | 0    | Grupo Descenso        |
| 11   | Panetolikos     | 0    | 0  | 0 | 0 | 0 | 0  | 0  | 0    | Grupo Descenso        |
| 12   | Panserraikos    | 0    | 0  | 0 | 0 | 0 | 0  | 0  | 0    | Grupo Descenso        |
| 13   | PAOK            | 0    | 0  | 0 | 0 | 0 | 0  | 0  | 0    | Grupo Descenso        |
| 14   | Volos           | 0    | 0  | 0 | 0 | 0 | 0  | 0  | 0    | Grupo Descenso        |

Actualizado a los partidos jugados el 14 de mayo de 2025.
 Fuente: Stoiximan Super League
Criterios de clasificación: Puntos · Puntos en enfrentamientos directos · Diferencia de goles en enfrentamientos directos · Goles marcados en enfrentamientos directos · Diferencia de goles · Goles a favor · Menor número de goles encajados · Play-off

### Resultados
| Local \ Visitante | AEK | AEL | ARI | AST | ATR | KIF | LEV | OFI | OLY | PNA | PNE | PNS | PAO | VOL |
| ----------------- | --- | --- | --- | --- | --- | --- | --- | --- | --- | --- | --- | --- | --- | --- |
| AEK Athens        | —   |     |     |     |     |     |     |     |     | a   |     |     | a   |     |
| AEL Larissa       |     | —   |     |     |     |     |     |     |     |     |     |     |     |     |
| Aris Salónica     |     |     | —   |     |     |     |     |     |     |     |     |     |     |     |
| Asteras Trípoli   |     |     |     | —   |     |     |     |     |     |     |     |     |     |     |
| Atromitos         |     |     |     |     | —   |     |     |     |     |     |     |     |     |     |
| Kifisia           |     |     |     |     |     | —   |     |     |     |     |     |     |     |     |
| Levadiakos        |     |     |     |     |     |     | —   |     |     |     |     |     |     |     |
| O.F.I. Creta      |     |     |     |     |     |     |     | —   |     |     |     |     |     |     |
| Olympiakos        |     |     |     |     |     |     |     |     | —   | a   |     |     | a   |     |
| Panathinaikos     | a   |     |     |     |     |     |     |     | a   | —   |     |     |     |     |
| Panetolikos       |     |     |     |     |     |     |     |     |     |     | —   |     |     |     |
| Panserraikos      |     |     |     |     |     |     |     |     |     |     |     | —   |     |     |
| PAOK              | a   |     |     |     |     |     |     |     | a   |     |     |     | —   |     |
| Volos             |     |     |     |     |     |     |     |     |     |     |     |     |     | —   |

### Evolución de la clasificación
| Equipo          | 01 | 02 | 03 | 04 | 05 | 06 | 07 | 08 | 09 | 10 | 11 | 12 | 13 | 14 | 15 | 16 | 17 | 18 | 19 | 20 | 21 | 22 | 23 | 24 | 25 | 26 |
| --------------- | -- | -- | -- | -- | -- | -- | -- | -- | -- | -- | -- | -- | -- | -- | -- | -- | -- | -- | -- | -- | -- | -- | -- | -- | -- | -- |
| AEK Athens      |    |    |    |    |    |    |    |    |    |    |    |    |    |    |    |    |    |    |    |    |    |    |    |    |    |    |
| AEK Kifisia     |    |    |    |    |    |    |    |    |    |    |    |    |    |    |    |    |    |    |    |    |    |    |    |    |    |    |
| AEL Larissa     |    |    |    |    |    |    |    |    |    |    |    |    |    |    |    |    |    |    |    |    |    |    |    |    |    |    |
| Aris Salónica   |    |    |    |    |    |    |    |    |    |    |    |    |    |    |    |    |    |    |    |    |    |    |    |    |    |    |
| Asteras Trípoli |    |    |    |    |    |    |    |    |    |    |    |    |    |    |    |    |    |    |    |    |    |    |    |    |    |    |
| Atromitos       |    |    |    |    |    |    |    |    |    |    |    |    |    |    |    |    |    |    |    |    |    |    |    |    |    |    |
| Levadiakos      |    |    |    |    |    |    |    |    |    |    |    |    |    |    |    |    |    |    |    |    |    |    |    |    |    |    |
| O.F.I. Creta    |    |    |    |    |    |    |    |    |    |    |    |    |    |    |    |    |    |    |    |    |    |    |    |    |    |    |
| Olympiakos      |    |    |    |    |    |    |    |    |    |    |    |    |    |    |    |    |    |    |    |    |    |    |    |    |    |    |
| Panathinaikos   |    |    |    |    |    |    |    |    |    |    |    |    |    |    |    |    |    |    |    |    |    |    |    |    |    |    |
| Panetolikos     |    |    |    |    |    |    |    |    |    |    |    |    |    |    |    |    |    |    |    |    |    |    |    |    |    |    |
| Panserraikos    |    |    |    |    |    |    |    |    |    |    |    |    |    |    |    |    |    |    |    |    |    |    |    |    |    |    |
| PAOK            |    |    |    |    |    |    |    |    |    |    |    |    |    |    |    |    |    |    |    |    |    |    |    |    |    |    |
| Volos           |    |    |    |    |    |    |    |    |    |    |    |    |    |    |    |    |    |    |    |    |    |    |    |    |    |    |